# 任毓麟
任毓麟（1870年—？）字振亭，浙江绍兴山阴人。清朝及中华民国政治人物。

## 生平
任毓麟在清朝末年曾任直隶候补道、直隶总督衙门总文案。民国元年（1912年）后，历任直隶提法使、奉天都督府文案、内务司长、政务厅厅长等职。后来，任毓麟追随张作霖，成为其智囊团中的一位主要成员。民国八年（1919年），任东三省巡阅使署秘书处长。民国十五年（1926年），任安国军总司令部秘书长。民国十六年（1927年），任张作霖大元帅府秘书长。张作霖在皇姑屯事件中被炸身亡，张学良举行东北易帜，此后任毓麟回到家乡。